# Luís Murat
Luís Norton Barreto Murat (Itaguaí, 4 de maio de 1861 – Rio de Janeiro, 3 de julho de 1929) foi um jornalista, poeta, filósofo e político brasileiro. Foi o fundador da cadeira 1 da Academia Brasileira de Letras.

## Biografia
Foi batizado em 4 de maio de 1862 na igreja do distrito de São José da Cacaria, em Piraí. Filho do Dr. Thomas Norton Murat, de ascendência inglesa e francesa, e Antonina Barreto Murat. Seus padrinhos foram Luís Murat e Maria Norton Murat. Este assento se encontra nas folhas 70 e 71 do livro 1 de batismo da Matriz de São José da Cacaria.
Bacharelou-se em Ciências Jurídicas e Sociais pela Faculdade de Direito de São Paulo em 17 de março de 1886. Sua estreia literária deu-se em São Paulo, em 1879, no Ensaio Literário, órgão do clube literário Curso Anexo, redigido por ele e outros colegas. Mudou-se para o Rio de Janeiro e abraçou o jornalismo, e seus artigos captavam as atenções gerais. Publicou seu primeiro livro de poesias, Quatro Poemas, em 1885. Fundou o jornal Vida Moderna (10 julho de 1886 a 25 junho de 1887) com Artur Azevedo, em que colaboravam também Araripe Júnior, Xisto Bahia, Coelho Neto, Alcindo Guanabara, Guimarães Passos e Raul Pompeia, dentre outros. Depois contribuiu para a Cidade do Rio, de José do Patrocínio, e em A Rua, com Olavo Bilac e Raul Pompéia, além outros jornais cariocas. Usava eventualmente pseudônimo Franklin. Jornalista combativo, teve participação significativa nas campanhas em prol da Abolição e pelo advento da República.
Em janeiro de 1890, publicou o poema dramático A Última Noite de Tiradentes, em folhetim, na Gazeta de Notícias. No mesmo ano, foi eleito deputado federal pelo estado do Rio de Janeiro, aos 29 anos de idade, e atravessou várias legislaturas. Foi também secretário geral do governo fluminense e escrivão vitalício da provedoria da cidade, que era então Capital Federal. Demonstrou oposição a Floriano Peixoto, recebendo ordem de prisão, mas os privilégios parlamentares o pouparam. Começou a escrever, então, para o jornal O Combate, atacando veementemente o presidente.
Na Revolta da Armada, em setembro de 1893, participava da redação do jornal Cidade do Rio, que publicou o manifesto do  Almirante Custódio José de Melo. Esteve ao lado dos revoltosos na esquadra e foi preso. No Paraná, foi julgado e unanimemente absolvido.
Poeta romântico, liga-se por cronologia à geração parnasiana, sendo suas manifestações como poeta difusas e pouco claras. Sofreu influências dos românticos Victor Hugo e Théophile Gautier, evidenciados na tendência para as imagens fulgurantes e para a exaltação verbal, e dos poetas nórdicos, ao expressar certas notas profundas, obscuridades e uma atmosfera de espiritualismo. Como poeta, era culto e investigador, e "fez a poesia sem parecer preocupado em filiar-se a uma escola". Encontra-se colaboração da sua autoria no semanário Branco e Negro (1896-1898).
Dentre seus descendentes, são atualmente conhecidos: a cineasta Lúcia Murat, sua sobrinha bisneta; seu sobrinho neto, o escritor, político e jurista Raphael Murat; e seus bisnetos, o escritor e dramaturgo Rodrigo Murat e o escritor e professor Fernando Murat.

## Obras
- Quatro Poemas (1885).
- A Última Noite de Tiradentes, poema dramático (1890).
- Ondas - 1a série, poesias (1890).
- Poesias (1892).
- Ondas - 2a série (1895).
- Sarah, poema (1902).
- Ondas - 3a série (1910).
- Poesias Escolhidas (1917).
- Ritmos e Ideias, poesia (1920).

## Academia Brasileira de Letras
Foi o fundador da Cadeira 1 da Academia Brasileira de Letras. Recebeu o acadêmico Humberto de Campos.